# Nikola D. Pavić Hortenzije
Nikola D. Pavić Hortenzije (Požega, 4. prosinca 1874. – Klanjec, 1. svibnja 1928.), hrvatski učitelj/nastavnik i hrvatski pjesnik. 
Službovao u Zagrebu, Križevcima i nakon prvoga svjetskog rata u Klanjcu. Surađivao u Nevenu, Smilju, Bršljanu, Pobratimu, Anđelu čuvaru, Trnu, Omladini, Slovanskom svijetu, Prosvjeti, Vijencu, Domovini itd. Pisao je pod pseudonimom "Jeka od Požege", kasnije pod imenom "Hortenzije" i pod vlastitim imenom. Kao prosvjetni djelatnik vodio socijalnu skrb o siromašnoj djeci. 

## Tiskana djela
- "Pjesme" (1902.),
- "Iz pravremena" (novela)
- "Duše Slavenske" (dramska pjesma, 1913.),
- "Majka Božja Čučerska" (1908.),
- "Spomenica" (1918.).